# Municipio de Richland (condado de Putnam)
El municipio de Richland (en inglés: Richland Township) es un municipio ubicado en el condado de Putnam en el estado estadounidense de Misuri. En el año 2010 tenía una población de 259 habitantes y una densidad poblacional de 2,8 personas por km².

## Geografía
El municipio de Richland se encuentra ubicado en las coordenadas 40°26′46″N 92°55′3″O / 40.44611, -92.91750. Según la Oficina del Censo de los Estados Unidos, el municipio tiene una superficie total de 92.59 km², de la cual 92,56 km² corresponden a tierra firme y (0,03 %) 0,03 km² es agua.

## Demografía
Según el censo de 2010, había 259 personas residiendo en el municipio de Richland. La densidad de población era de 2,8 hab./km². De los 259 habitantes, el municipio de Richland estaba compuesto por el 98,84 % blancos, el 0,39 % eran asiáticos y el 0,77 % eran de una mezcla de razas. Del total de la población el 0 % eran hispanos o latinos de cualquier raza.